# بيساكيا
بيساكيا، (بالإنجليزية: Bisaccia)‏، (الإيطالية:Vesazza)، هي مدينة إيطالية و(بلدية) يبلغ عدد سكانها 3838 نسمة، وتقع في مقاطعة أفيلينو. حيث انها حدود البلديات التالية: أكويلونيا، أندريتا، جوارديا لومباردي، سكامبيتيلا، وفالاتا.

## السكان
في سنة 1861 بلغ عدد السكان 5٬603 نسمة، وتطور العدد ليصل في سنة 2011 لـ 3٬919 نسمة.
يظهر هذا المخطط البياني تطور النمو السكاني لـ بيساكيا